# Epidauros

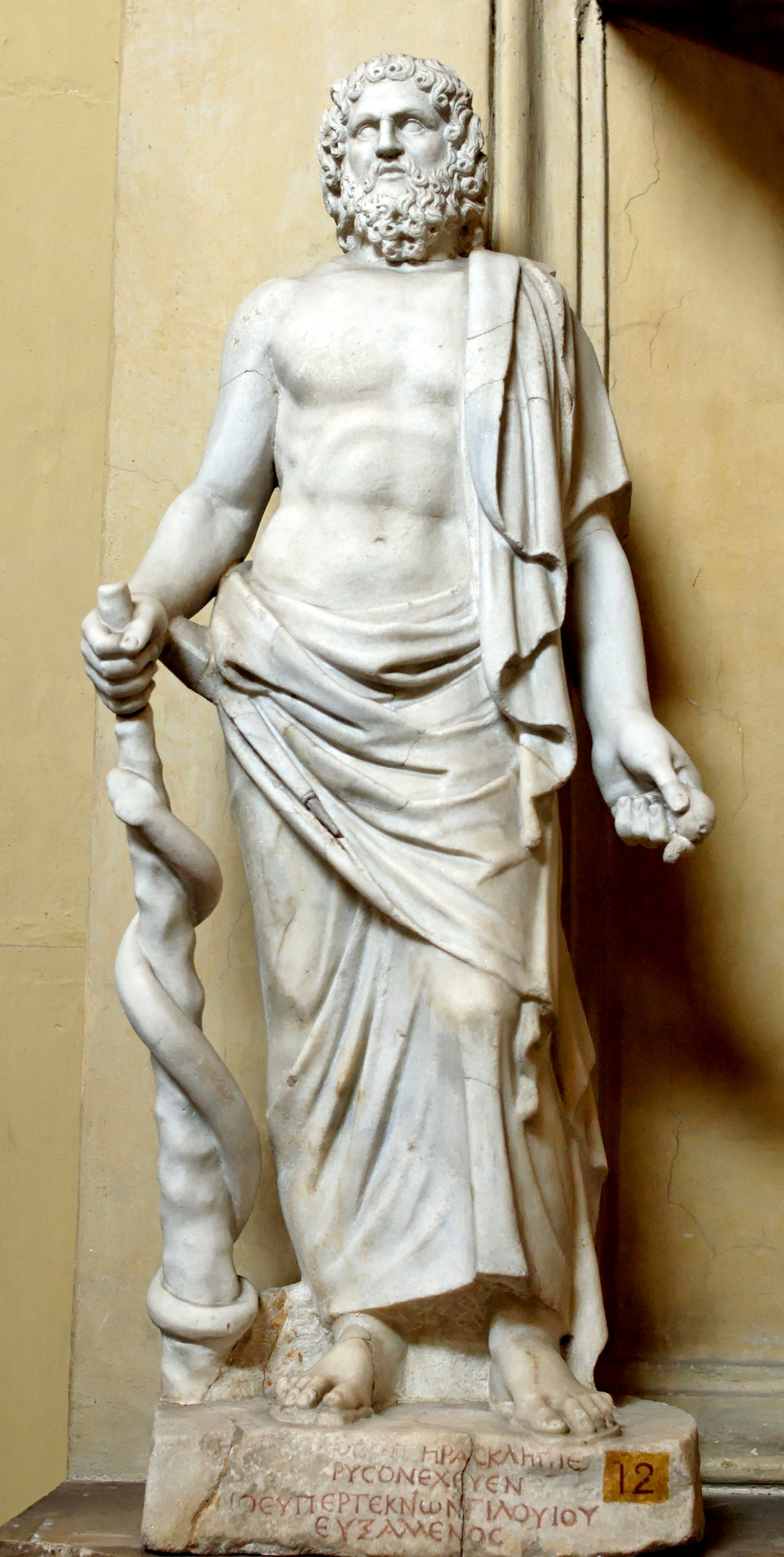
Asklepios (Gott der Heilkunst)

Epidauros (altgriechisch Ἐπίδαυρος, lateinisch Epidaurus) ist die bedeutendste antike Kultstätte für den Heilgott Asklepios (Asklepieion) und dessen Vater Apollon in Griechenland. Sie liegt auf dem Gebiet der heutigen Ortschaft Lygourio (Gemeindebezirk Asklipiio, Gemeinde Epidavros) auf der Peloponnes in der Region Argolis etwa 30 km von der Stadt Nafplio und etwa 13 km von Palea Epidavros entfernt. Seit 1988 gehört sie zum UNESCO-Weltkulturerbe.

## Geschichte

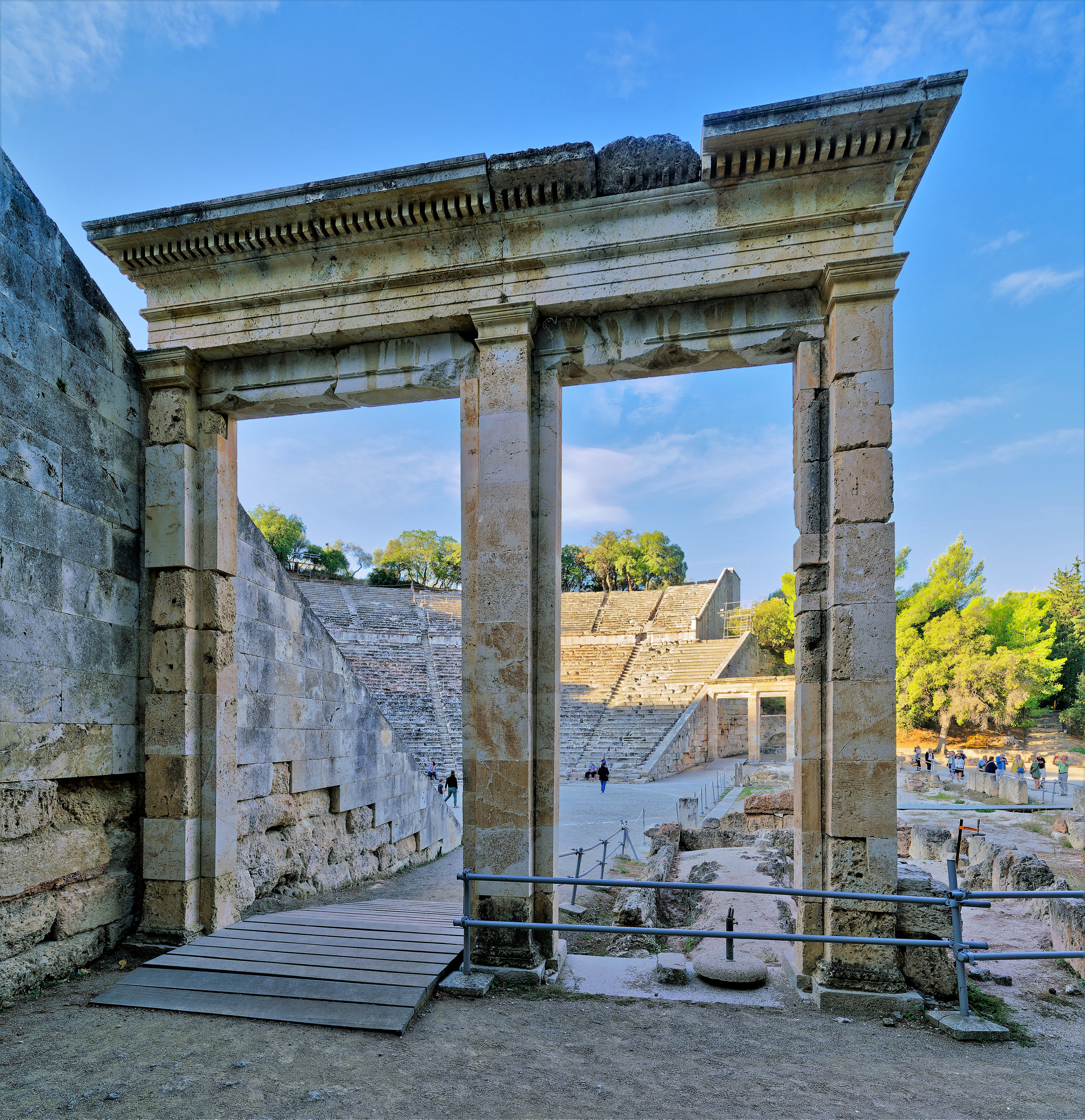
Theater von Epidauros (2022)

Die ersten Spuren menschlicher Besiedlung im Bereich von Epidauros wurden für die Zeit des 3. Jahrtausends v. Chr. nachgewiesen und zwar auf einer vom späteren Kultbezirk etwa 2 km entfernt liegenden Anhöhe, einem Teil des Berges Kynortion. Im 7. Jahrhundert v. Chr. entstand hier die erste Kultstätte, deren Reste anhand eines Aschealtars (= aufgehäufte Aschereste der Opfergaben) entdeckt werden konnten. Hier wurde der Gott Apollon Maleatas verehrt, für den man einen kleinen, einfachen Tempel baute, der später um eine Stoa erweitert wurde. In römischer Zeit wurde diese Anlage durch eine Zisterne, einen Brunnen und ein Gebäude mit Hof ergänzt. Diese Stätte war bis ins 5. Jahrhundert n. Chr. in Gebrauch, obwohl schon rund ein Jahrtausend zuvor in der Ebene des nahe gelegenen Epidauros selbst die Verehrung von Maleatas durch Identifizierung des Asklepios mit diesem Gott übernommen worden war.
In Epidauros selbst gab es zunächst eine Stätte zur Verehrung des Apollon, genauer gesagt des Apollon Maleatas. Seit dem 5. Jahrhundert v. Chr. trat jedoch Asklepios an die Seite seines mythologischen Göttervaters Apollon. Zwar wurde Apollon auch weiterhin in einem eigenen Tempel verehrt, doch lockte zunehmend der Heilgott Asklepios die Pilger und Heilungsuchenden nach Epidauros, wo ein eigens gestalteter Pilgerweg freigelegt wurde. Einem griechischen Mythos zufolge war Asklepios an diesem Ort geboren worden. Dennoch gab es auch andere Stätten, die diesen Ruhm für sich reklamierten, oft sogar mit älteren Ansprüchen, wie etwa das thessalische Trikka. Der Aufschwung des Asklepios-Kultes hängt wohl vor allem mit der Pestepidemie von Athen und der Gründung des dortigen Asklepios-Heiligtums am Fuße der Akropolis zusammen. Da es die Epidaurer verstanden, ihren Ort als den Geburtsort des Gottes zu preisen, entwickelte sich dieser im 5., spätestens jedoch im 4. Jahrhundert v. Chr. zum bedeutendsten Heiligtum dieses Gottes und wurde sehr reich. Beleg dafür ist die in dieser Zeit regen Bautätigkeit. Aufgrund der gesteigerten Bedeutung entstanden im Laufe der Zeit an zahlreichen Orten der antiken Welt epidaurische Tochterheiligtümer, etwa in Athen, in Pergamon oder in Rom.
Während des Peloponnesischen Krieges und in der Folgezeit stand Epidauros auf Seiten Spartas. 323/322 v. Chr. war die Stadt am Lamischen Krieg beteiligt.
Im 1. Jahrhundert v. Chr. wurde der Ort mehrfach von Seeräubern überfallen und geplündert. Verheerender jedoch als diese Überfälle war die Plünderung der heiligen Stätte durch den römischen Feldherrn Sulla um 85 v. Chr. Er überließ seinen Soldaten zahlreiche Weihegaben und Kultgegenstände als Sold. In der späteren römischen Zeit wurde das Heiligtum jedoch wieder aufgebaut. Vor allem im 2. Jahrhundert n. Chr. setzte eine erneute rege Bautätigkeit ein, was die anhaltende Bedeutung des Ortes zeigt.
Gegen Ende des 4. Jahrhunderts kam es erneut zu einer verheerenden Zerstörung. Die Goten unter ihrem Anführer Alarich I. zerstörten weite Bereiche des gesamten Heiligtums. Einige Teile werden stückweise wieder aufgebaut; das Theater jedoch war jahrhundertelang unter Schutt und Bäumen „begraben“ und konnte so fast vollständig erhalten bleiben, heute ist es freigelegt. Mit dem Siegeszug des Christentums verloren die alten Kultstätten zunehmend an Bedeutung. Diese Entwicklung ist auch an den Befunden in Epidauros erkennbar. Im Jahre 426 n. Chr. kam es zur „offiziellen“ Schließung der Anlage.

## Das angewandte Heilverfahren
Die Forschung stellt sich den Besuch des Asklepios-Heiligtums in etwa so vor:
1. kultische Reinigung in einem der zahlreichen Brunnen bzw. im Brunnenhaus,
2. Opfer an Apollon,
3. Schlafen (Tempelschlaf) im Abaton, um im Traum durch den Gott Asklepios selbst zu erfahren, welche Heilmethode für einen selbst die geeignetste ist. In späteren Zeiten wurden hier wohl auch Hypnoseverfahren angewandt, um die Frage nach der Behandlungsmethode zu klären.
4. Gespräch mit einem Priester über das anzuwendende Heilverfahren. Dabei konnte es sich um Bäderkuren, Entspannungskuren, aber auch um operative oder medikamentöse Verfahren bzw. um eine Kombination aus alledem handeln.
5. Für den Zeitraum der Behandlung bezog der Patient ein Zimmer im Gästehaus.
6. Als ein Teil der Therapie galten stets auch kulturelle Angebote. Nicht zuletzt deshalb besaß Epidauros ein großes Theater und eine Bibliothek.

## Die Asklepieia (Panhellenische Festspiele)

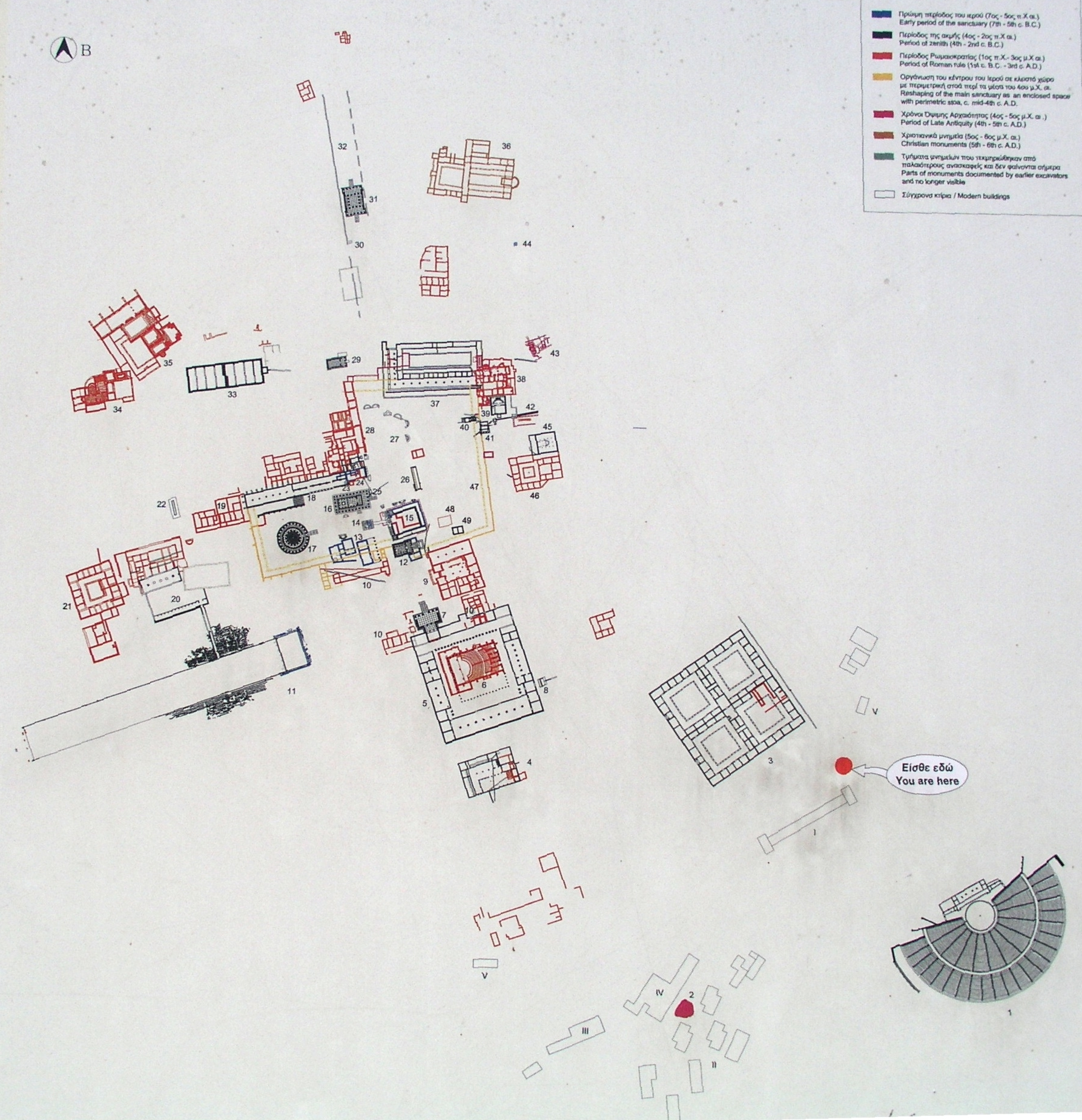
Plan von Epidauros
1. Antikes Theater, 2. Friedhof, 3. Hospiz/Heilstätte, 4. Badehaus, 5. Hestiatorion, zeremonieller Festsaal, 6. Römisches Theater, 7. Propylon des Gymnasions (später Tempel der Hygieia?), 11. Stadion, 14. Apollon-Altar, 15. Priesterresidenz, 16. Asklepios-Tempel, 17. Tholos („Thymele“), 18. Enkoimeterion/Abaton, der Schlafraum, 25. Brunnen-Statue, 29. Tempel L, 31. Propylon, 33. Zisterne, 37. „Stoa des Kotys“ – eine Gruppe von Geschäftshäusern, 45. Anakeion – HT der Dioskuren, 46. Römische Villa.
Die verschiedenen Farben kennzeichnen die Zeiten: Blau = frühestes HT (7.–5. Jh.), Schwarz = Spätzeit des HT (4.–2. Jh.), Rot = römisch (1. Jh. v. Chr. – 3. Jh. n. Chr.), Gelb = Einfriedung des Haupt-HT mit perimetrischer Stoa, Braun = Spätantike (4.–5. Jh.), Grün = heute nicht mehr sichtbare Teile früherer Ausgrabungen.
Umrisse (I = Museum, II, III, IV, V = Bauten des 20./21. Jh.)

Bei den Asklepieia handelt es sich um so genannte Panhellenische Spiele, wie etwa jene in Olympia, Delphi, Isthmia oder Nemea. Allerdings waren jene in Epidauros nicht so bedeutend wie die vorgenannten. Seit dem 5. Jahrhundert v. Chr. fanden sie in Epidauros alle vier Jahre, und zwar neun Tage nach jenen in Isthmia statt. Ursprünglich handelte es sich um rein athletische Wettkämpfe, später kamen dann kulturelle Disziplinen hinzu.

## Ausgewählte Bauwerke

### Theater

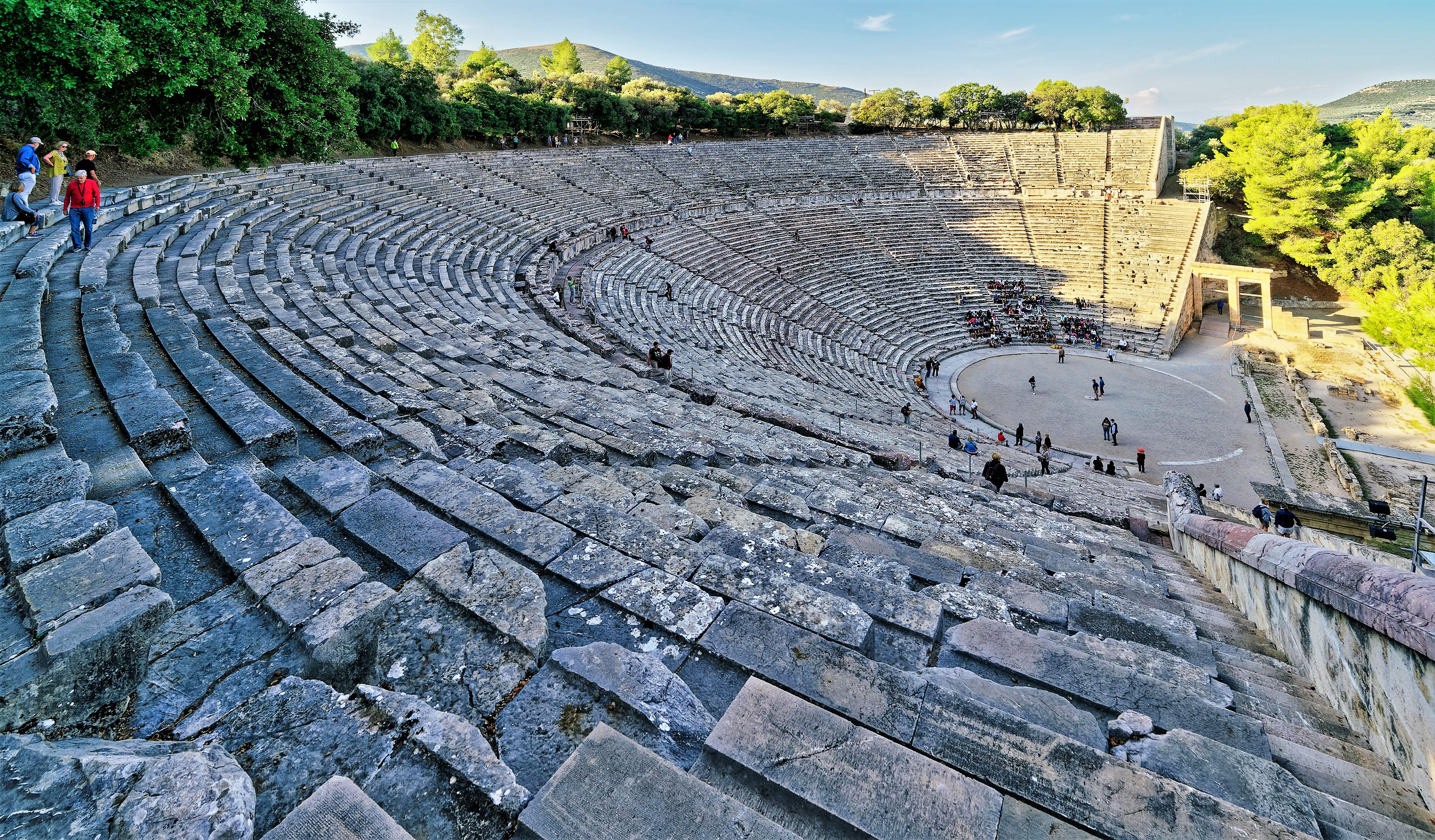
Theater von Epidauros

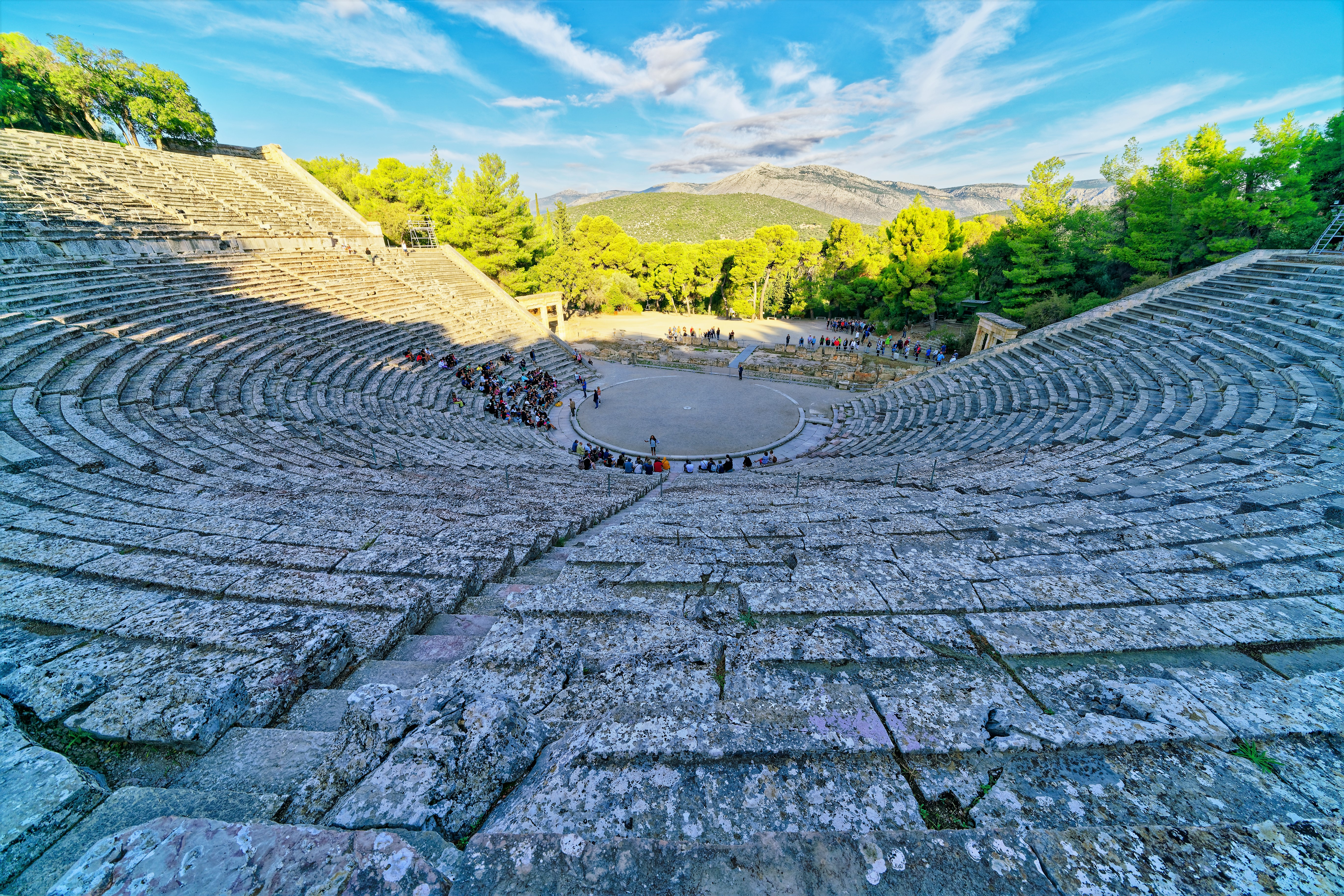
Blick auf die Orchestra

Blick auf die Ränge

Das größte und das am besten erhaltene Bauwerk von Epidauros ist das große, in einen Hang gebaute Theater mit Blick auf die Berglandschaft der Argolis. Es stammt aus dem 4. Jahrhundert v. Chr. (~ 330 v. Chr.), also aus spätklassischer Zeit und soll nach Pausanias das Werk eines Architekten namens Polyklet sein. Besonders die große, halbkreisförmige Zuschauertribüne (koilon), die nach einem Umbau um etwa 170/160 v. Chr. bis zu 14.000 Personen Platz bietet, beeindruckt auch heutige Besucher. Die runde Orchestra, der Spielort des Chores im klassischen antiken Drama, wurde nach hinten von einem mächtigen Bühnenhaus (skene) abgeschlossen, von dem heute jedoch nur noch die Fundamente erhalten sind. Die Skene diente einst als Umkleidemöglichkeit, zur Lagerung wichtiger Theaterrequisiten und – nach einem Wandel in der Aufführungspraxis zu Anfang des 3. Jahrhunderts v. Chr. – auch als Auftritts- und Spielort der Darsteller. Die Bühnenwand war entweder mit Bildern bemalt oder mit Tafeln behangen, wodurch für das jeweilige Stück die Theaterkulisse kreiert werden konnte.
Das Theater verfügt über eine exzellente Akustik, sodass man auch in den obersten Reihen jedes Wort verstehen kann. Erreicht wird dies vermutlich durch die nach unten gewölbte Form der Sitzsteine. Ein beliebter „Akustik-Test“ im Theater von Epidauros ist das Fallenlassen einer Münze auf die Steinplatte im Zentrum des Bühnenrings, das auch vom obersten Rang problemlos gehört werden kann.
Das Theater ist eine der zwei Spielstätten des seit 1952 jeden Sommer stattfindenden Athens & Epidaurus Festivals.

### Gästehaus
Das antike Gästehaus (Katagogion) ist heute nur noch in seinen Grundmauern zu erkennen. Einst handelte es sich hierbei um einen großen, zweigeschossigen Bau, der etwa 160 Pilgern und Heilsuchenden Zimmer bot. Allein die Größe dieses aus dem 4. Jahrhundert v. Chr. stammenden Gebäudes zeugt von der Bedeutung Epidauros’.

### Abaton

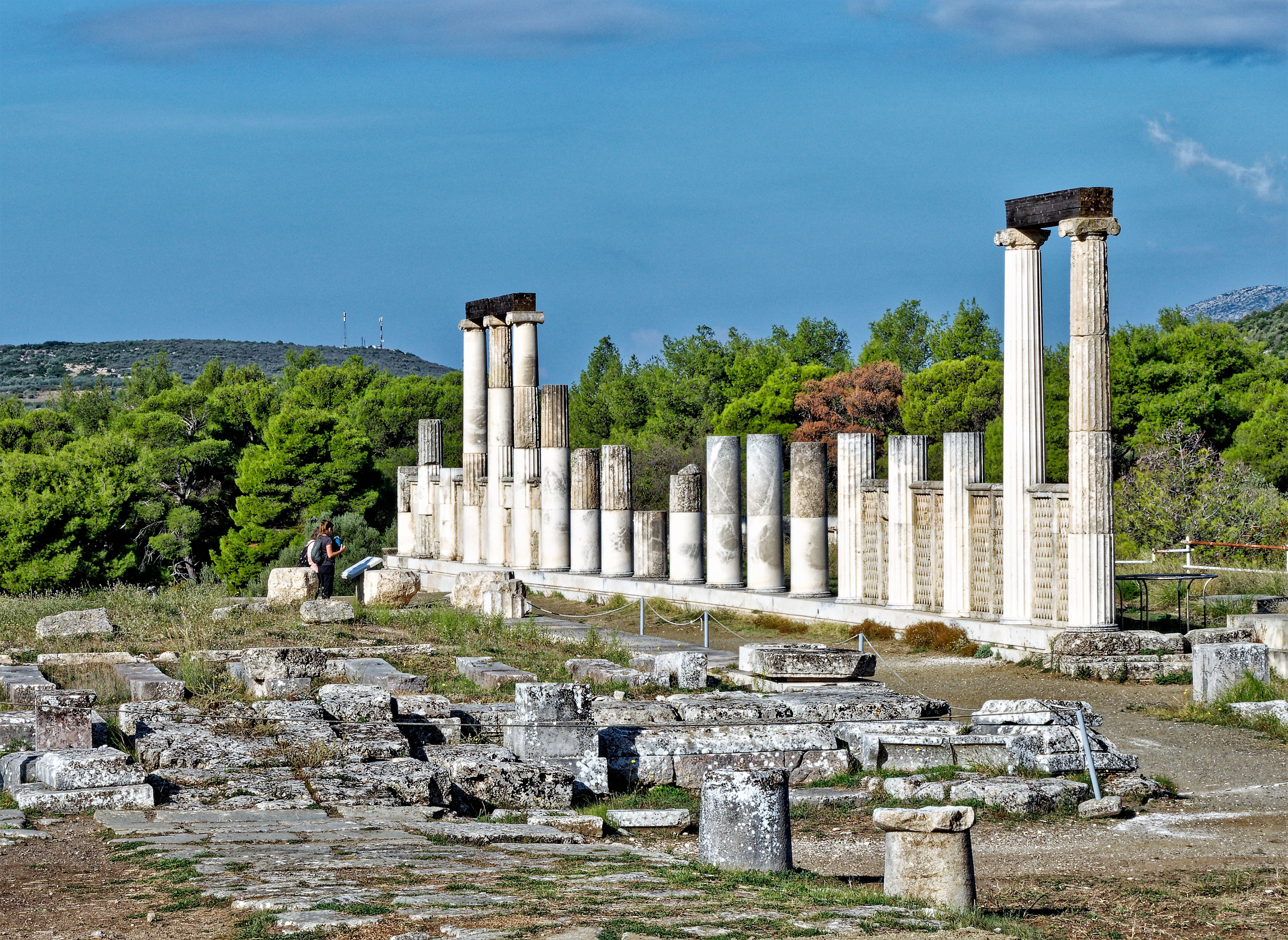
Die Überreste des Abaton

Bei dem Abaton handelt es sich um einen rechteckigen Bau (21 m × 24 m), dessen Anfänge in das 6. Jahrhundert v. Chr. zurückreichen. Damit ist er das älteste Gebäude des heiligen Bezirkes. Zur Zeit der Verehrung des Asklepios diente es wohl als Schlafsaal für die Patienten. Die Kranken legten sich zum Heilschlaf (Tempelschlaf) nieder und warteten, dass der Gott sie heile.

### Propyläen
Die Propyläen stellen den eigentlichen Eingang zum antiken Epidauros dar. Der Besucher durchschritt zunächst die zwei Säulenhallen mit ihren jeweils sechs Säulen, bevor er die heilige Straße in Richtung Heiliger Bezirk betrat. Diese Eingangshallen wurden vermutlich zwischen 340 und 320 v. Chr. erbaut.

### Tempel des Asklepios
Erstaunlich klein (23 m × 11 m) erscheint der Tempel für den hier am meisten verehrten Gott. Der Bau wurde zu Beginn des 4. Jahrhunderts, nach den Untersuchungen von Sebastian Prignitz um 400–390 v. Chr., vom Architekten Theodotos von Phokaia im dorischen Stil erbaut. Dass es sich dennoch um den wichtigsten Tempel der gesamten Anlage gehandelt haben muss, kann man anhand der Beschreibung des zugehörigen Kultbildes des Gottes erahnen. Es soll von Thrasymedes von Paros um 350 v. Chr. in Nachahmung der durch Phidias gestalteten Statue des olympischen Zeus aus Elfenbein und Gold gemacht worden sein.

### Tholos

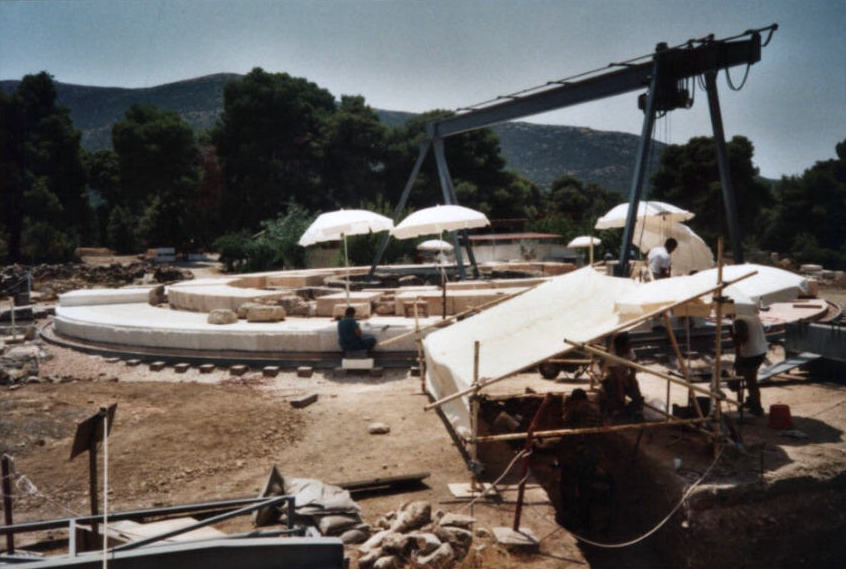
Rekonstruktionsarbeiten an der Tholos in Epidauros (2002)

Das aus Sicht der Architekturgeschichte interessanteste Gebäude der Anlage ist die sogenannte Tholos oder Thymele, wie sie auf lokalen Inschriften genannt wird. Es handelt sich hierbei um einen von 26 dorischen Säulen umgebenen Rundbau, der im Inneren einen Ring von 14 korinthischen Marmorsäulen besitzt, welche eines der frühen bedeutenden Beispiele dieser Säulenordnung darstellen. Die Tholos wurde zwischen 365 und 335 v. Chr. durch Polykleites erbaut, wobei heute nur noch Reste der Grundmauern vorhanden sind.
Tholos-Gebäude hatten ursprünglich einen rein sakralen Charakter, dienten später jedoch verschiedenen Zwecken. Über die Verwendung dieses auffallenden Gebäudes in Epidauros herrscht bis heute Unklarheit, nicht zuletzt auf Grund einer labyrinthartigen Anlage unter dem antiken Laufniveau der Tholos. Möglicherweise handelte es sich um ein symbolisches Grabmal für den Menschen/den Heroen Asklepios, womit der Bau einen Gegenpol zum Tempel gebildet hätte, in dem der göttliche Aspekt des Asklepios verehrt wurde. Bei dem Labyrinth könnte es sich um ein Modell des unterirdischen Reichs des Gottes gehandelt haben. Dazu würde die enge Verbindung des griechischen Heroenkultes mit chthonischen Elementen und die ebenfalls erdbezogene Schlangensymbolik des Asklepios passen. Ob das Labyrinth nach der Fertigstellung betreten werden konnte, wie eine mögliche Opferstelle in seinem Zentrum nahelegt, oder das Wissen um seine Existenz ausreichte, bedarf ebenfalls noch der Klärung.
Zu Beginn des 21. Jahrhunderts startete man den Versuch, das Tholos-Gebäude (ebenso wie das daneben gelegene Brunnenhaus) zu restaurieren und zum Teil zu rekonstruieren.

### Stadion

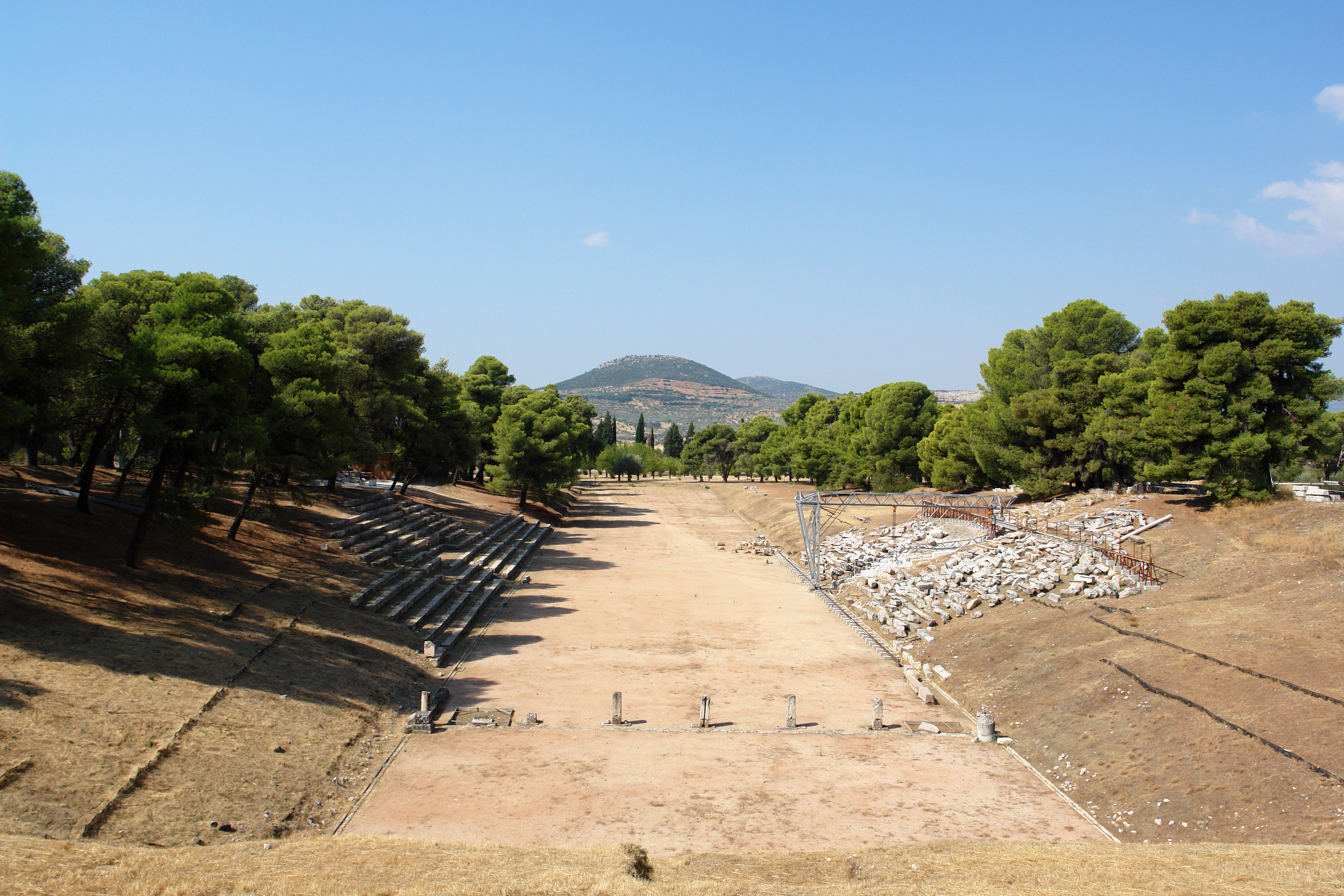
Das Stadion

In einer natürlichen Senke befindet sich das aus dem 5. Jahrhundert v. Chr. stammende Stadion von Epidauros, das insgesamt um einiges besser erhalten ist als das historisch bedeutendere Stadion von Olympia. Die Lauffläche ist 21,5 Meter breit und 181,3 Meter lang. Die Startanlage und die an den Längsseiten befindlichen antiken Sitzreihen sind noch teilweise vorhanden – auf einer Seite liegen sie so, wie sie ausgegraben wurden, auf der gegenüberliegenden Seite sind sie nach antiken Vorbildern geordnet. Die Sitze sind zum Teil aus dem Fels gehauen, zum Teil gemauert worden. Die Ehrenplätze – Sitze mit Rückenlehnen – befanden sich an der südlichen Längsseite. Das Stadion ist durch einen unterirdischen Gang mit der Palästra und dem Gymnasion, den Orten, wo sich die Athleten zur Wettkampfvorbereitung aufhielten, verbunden. Zu Demonstrationszwecken werden auch heute noch Wettbewerbe in dem Stadion ausgetragen.

### Gymnasion

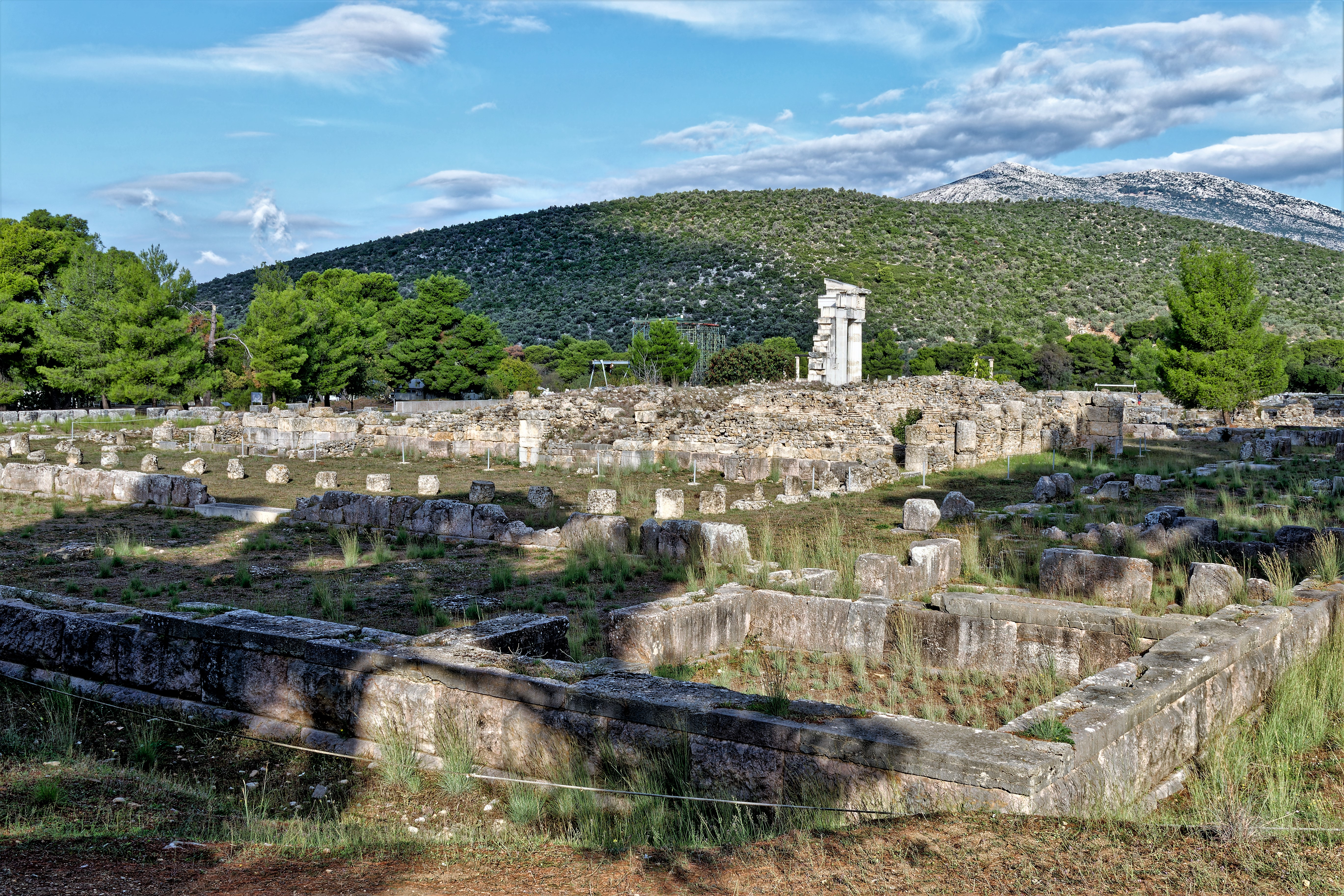
Das Gymnasion mit dem römischen Odeon in der Mitte und dem Eingangstor im Hintergrund

Von diesem Trainingsgebäude für Leichtathleten und dem späteren römischen Odeon sind die Grundmauern gut erhalten, im Jahre 2007 wurde begonnen, das Eingangstor wieder aufzubauen, um den Touristen einen Eindruck von diesem Bauwerk zu verschaffen.

## Ausgrabungen
- 1879–1928, vor allem von 1881 bis 1889, durch Panagiotis Kavvadias
- 1948–1951 durch Ioannis Papadimitriou, in erster Linie grub er das alte Maleatas-Heiligtum auf der nahe gelegenen Anhöhe aus
- 1974 erneute Ausgrabungen beim Maleatas-Heiligtum
- Seit den 1980er Jahren mehr oder weniger kontinuierliche Ausgrabungen und Erhaltungsmaßnahmen an verschiedenen Bauwerken

## Museum
In den Jahren 1905 bis 1907 wurde auf dem Areal des Heiligtums ein kleines Museum eingerichtet, in dem Statuetten, die kleinen Kultfiguren aus Keramik und Marmor, gezeigt werden, einige Statuen der verehrten Götter, ein Modell der Tholos und andere Gegenstände, die bei den Grabungen gefunden wurden.

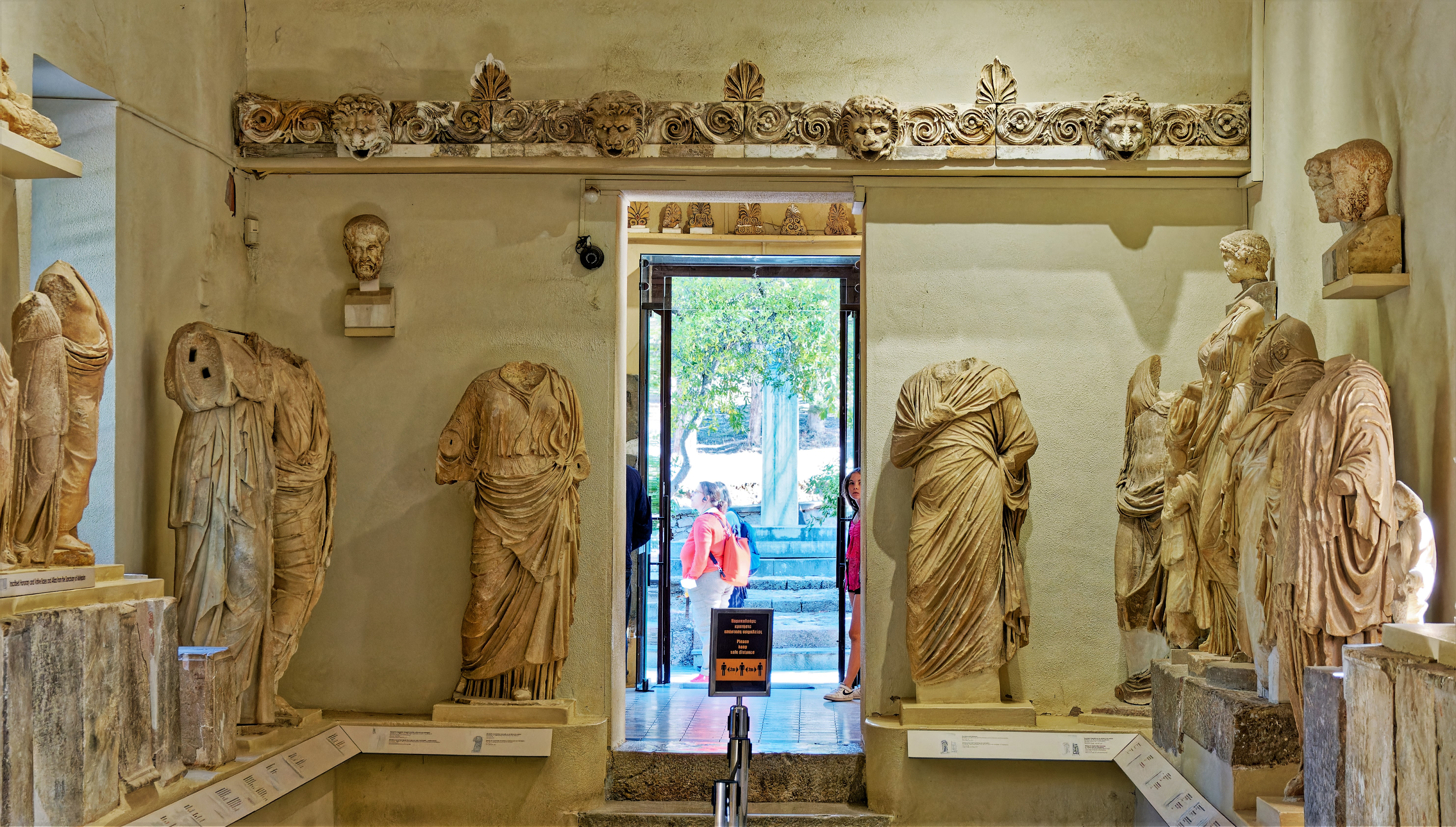
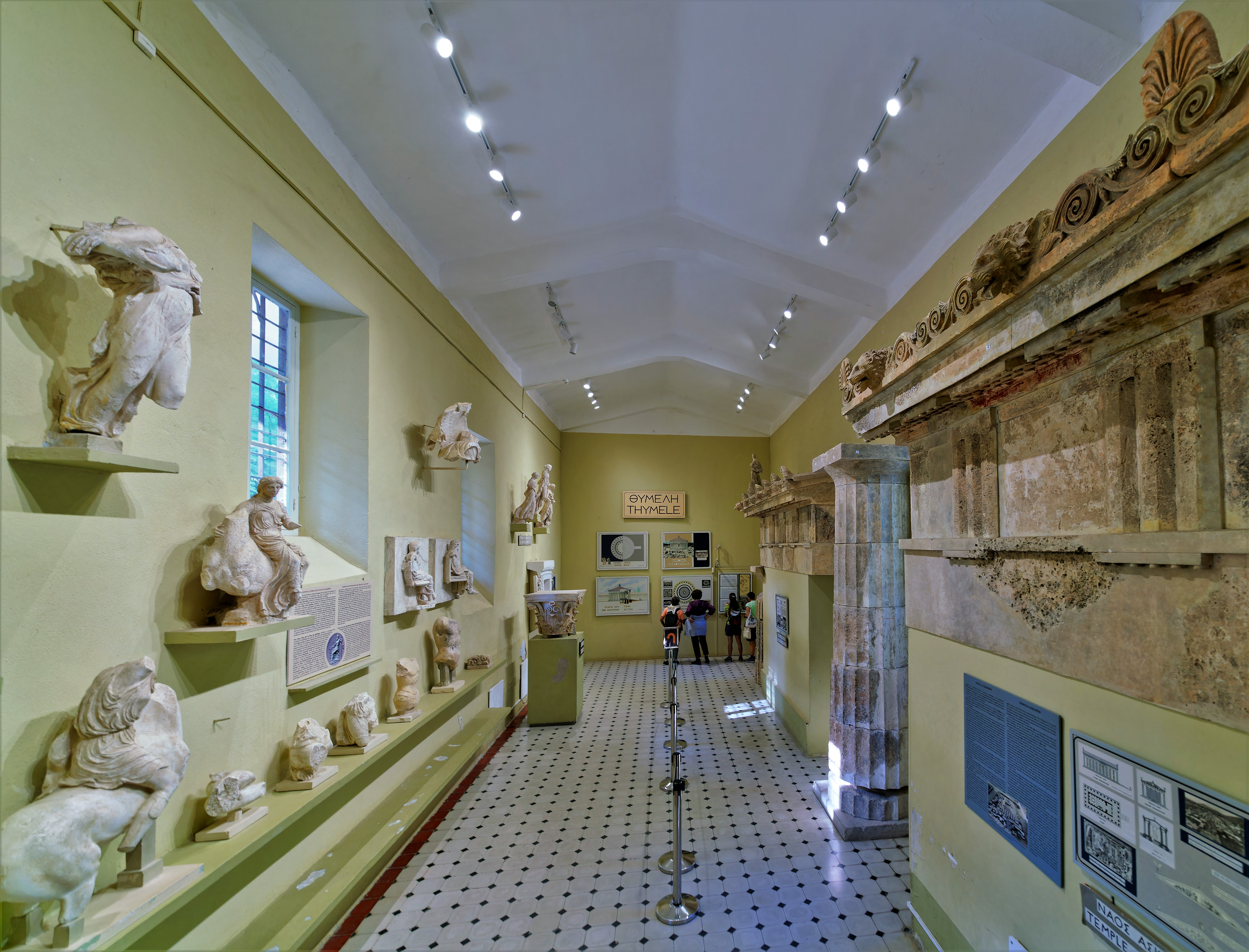
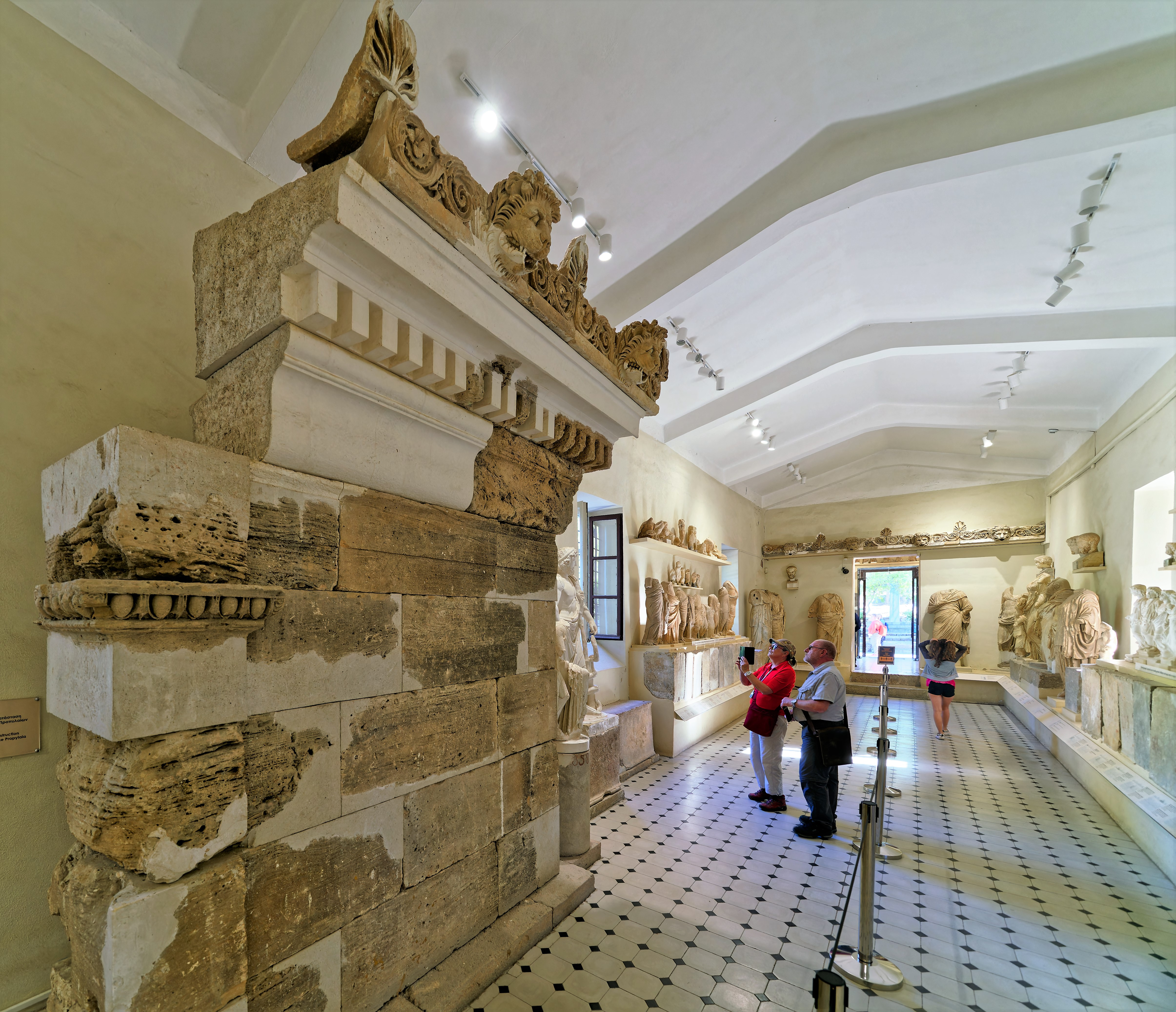
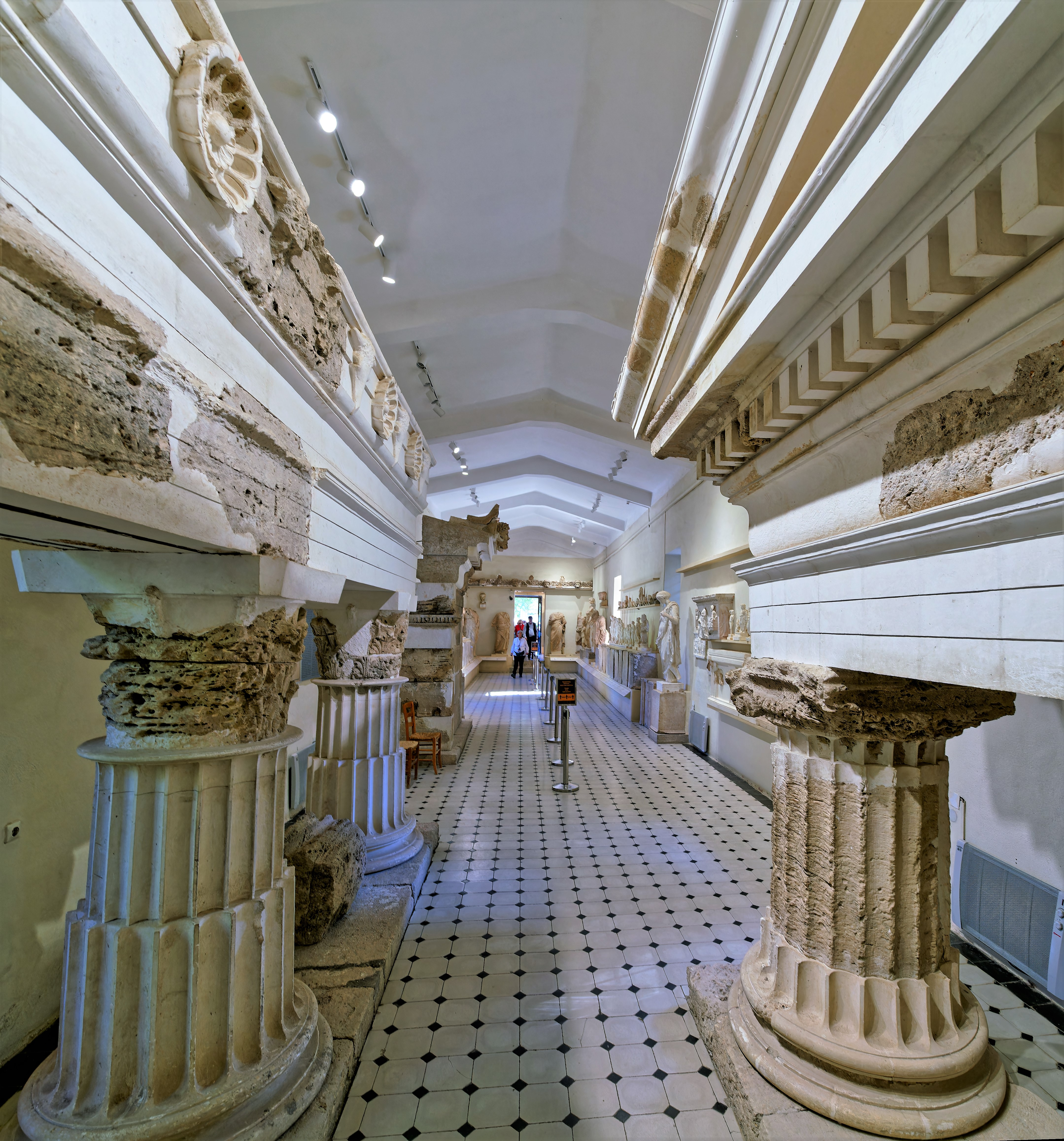
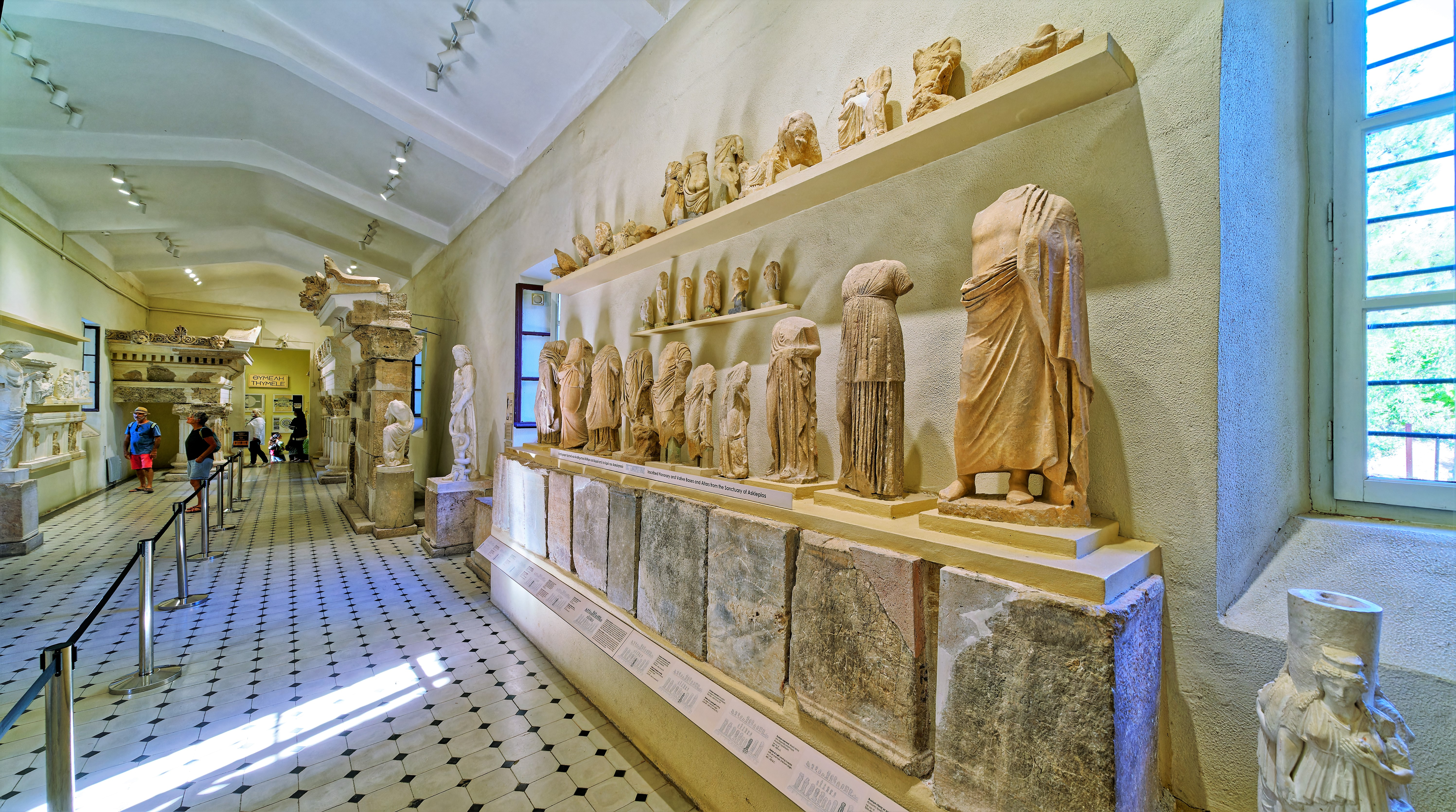
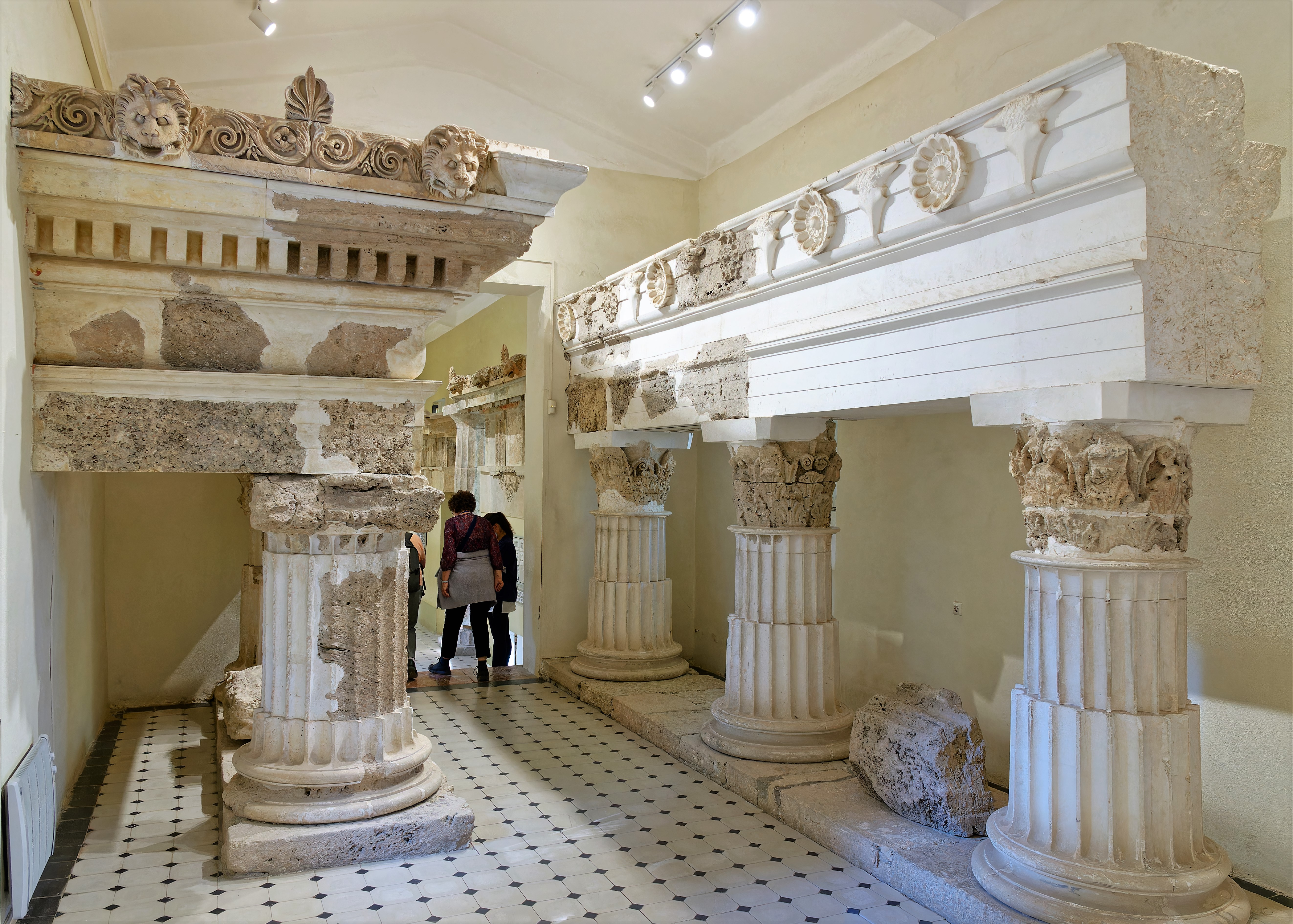
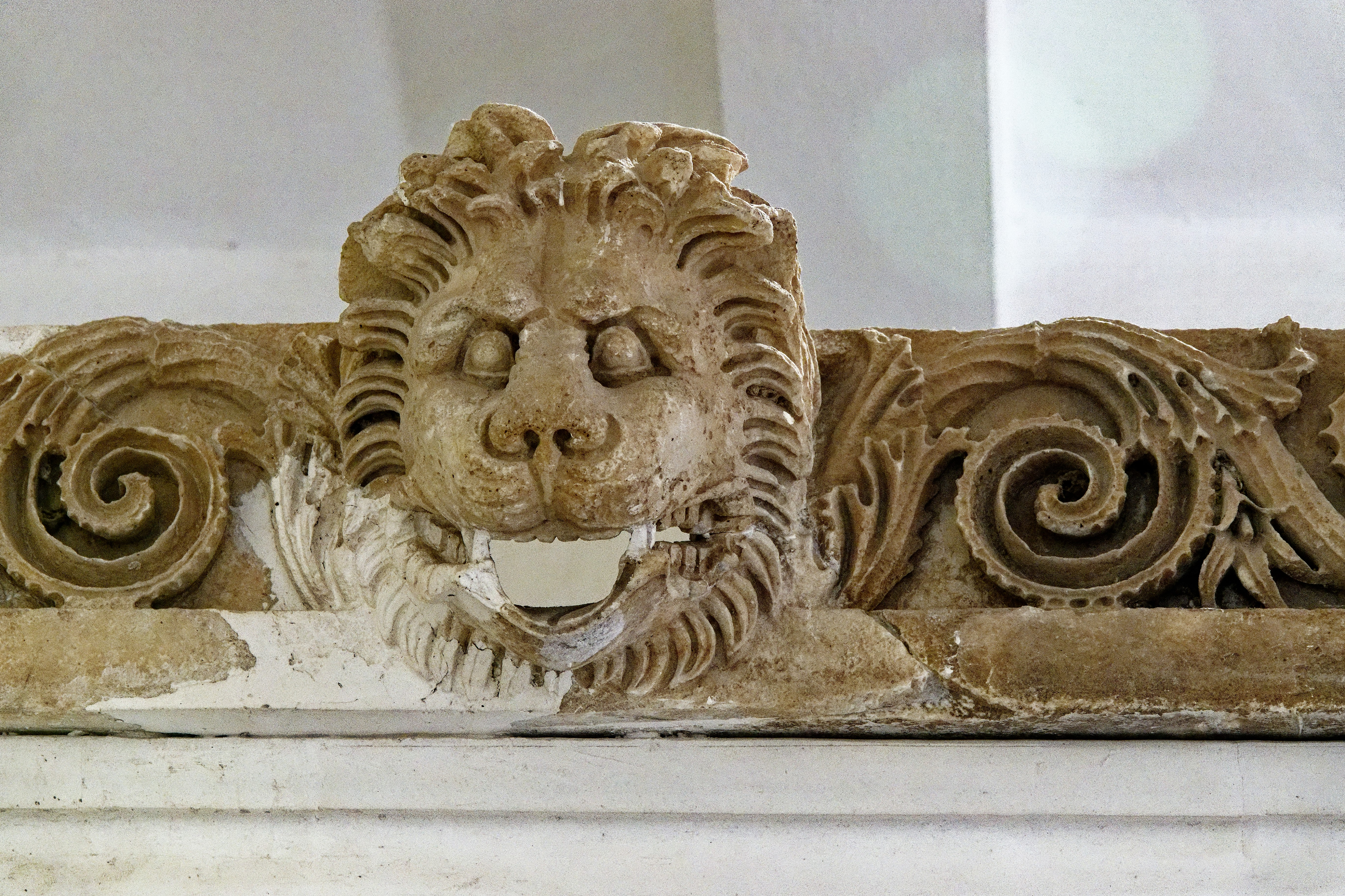
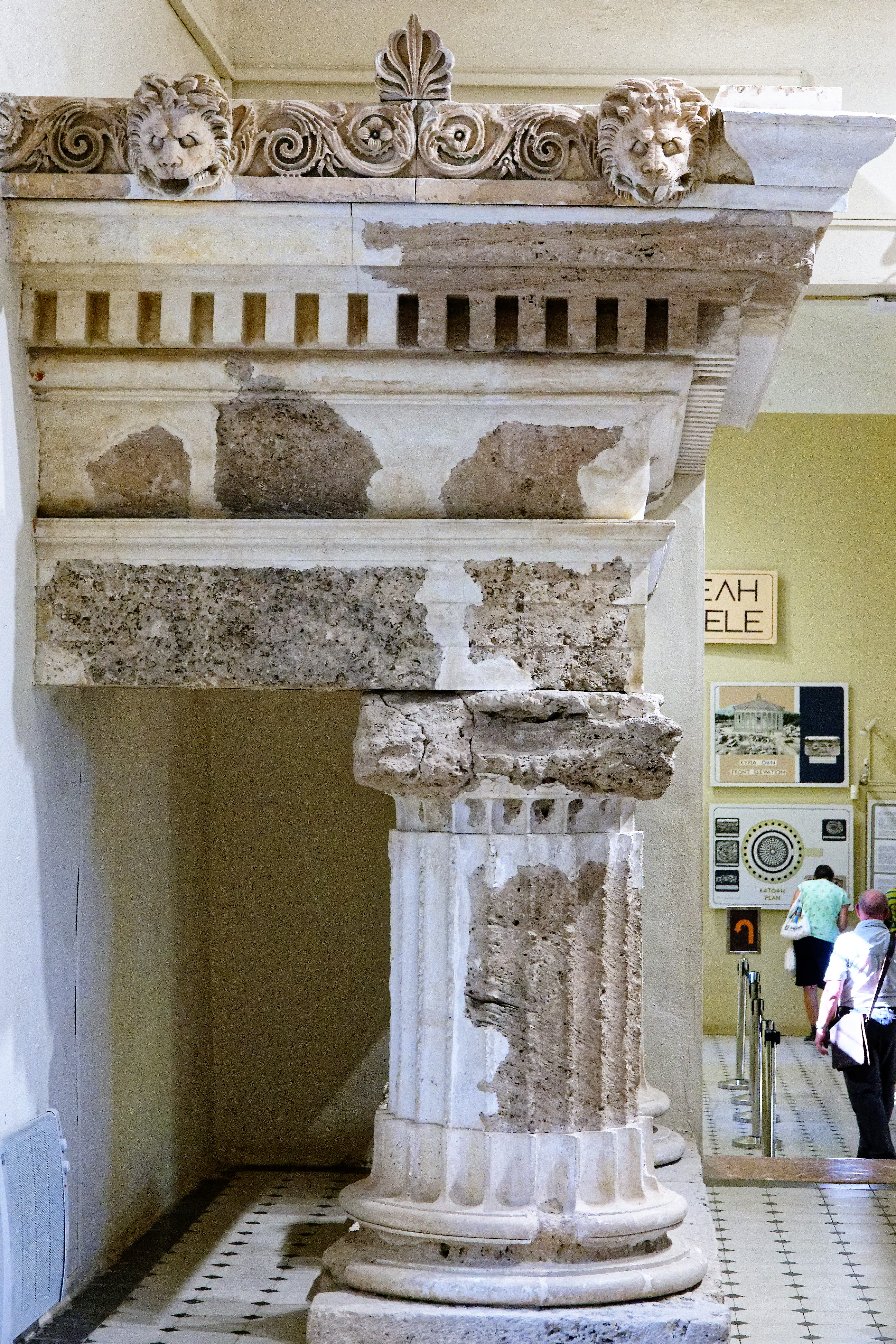
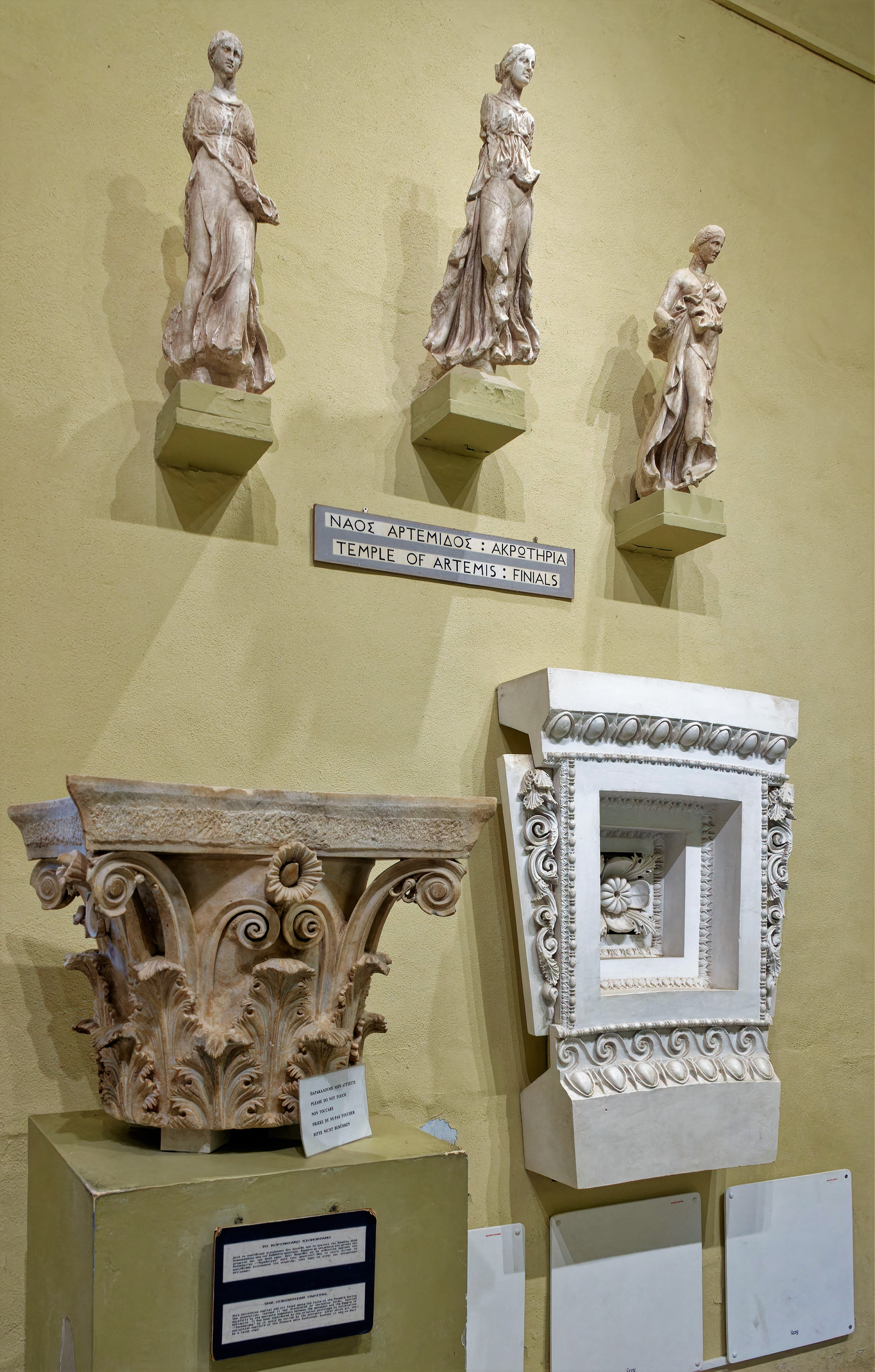
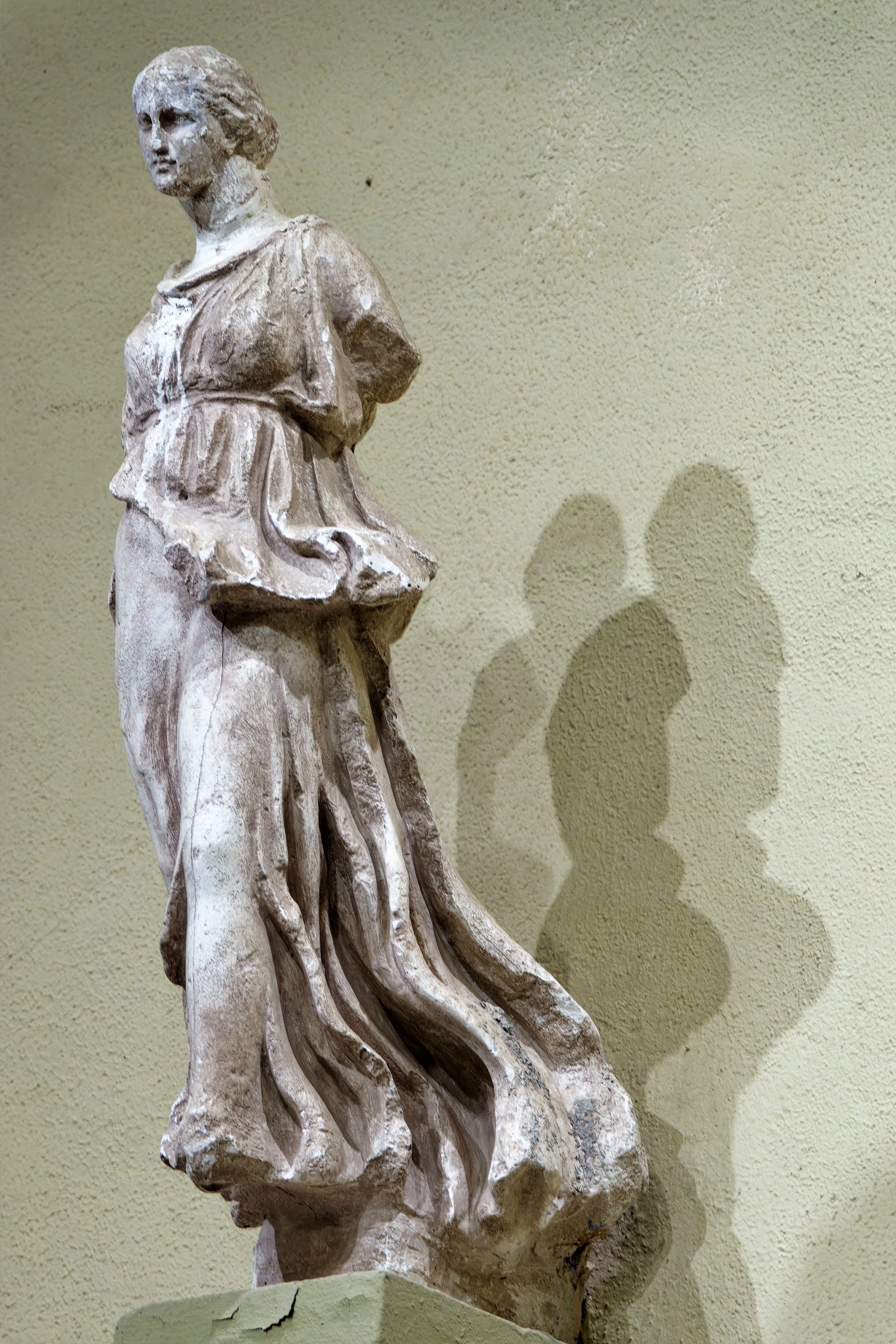
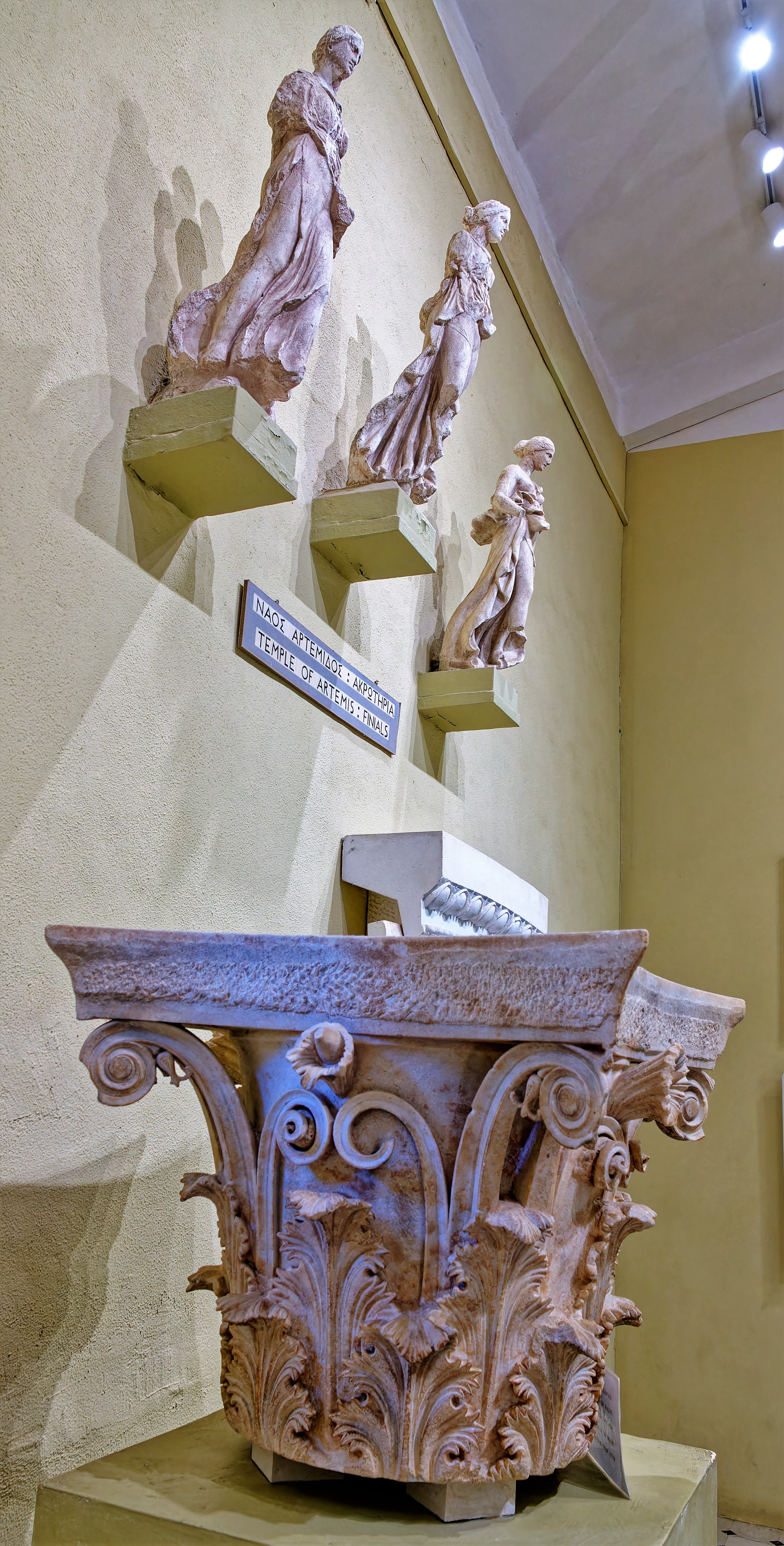